# Damjan Rudež
Damjan Rudež (ur. 17 czerwca 1986 w Zagrzebiu) – chorwacki koszykarz występujący na pozycjach niskiego oraz silnego skrzydłowego, obecnie zawodnik Donaru Groningen.
12 lipca 2015 roku w wyniku wymiany trafił do zespołu Minnesoty Timberwolves. 7 września 2017 przedłużył umowę z Orlando Magic. 13 października został zwolniony. 26 października został zawodnikiem Walencji Basket. 19 lutego 2018 został zawodnikiem AS Monaco Basket.
27 czerwca 2020 dołączył do holenderskiego Donaru Groningen.

## Osiągnięcia
Stan na 8 lipca 2020, na podstawie, o ile nie zaznaczono inaczej.
Klubowe
- Mistrz:
  - Chorwacji (2012)
  - Słowenii (2009)
  - Belgii (2006)
- Zdobywca Pucharu Słowenii (2009)

Indywidualne
- Uczestnik meczu gwiazd:
  - ligi chorwackiej (2007–2008, 2010)
  - Ligi Adriatyckiej (2008)

Reprezentacja
- Mistrz igrzysk śródziemnomorskich (2009)
- Uczestnik:
  - mistrzostw:
    - świata (2014 – 10. miejsce)
    - Europy (2011 – 17. miejsce, 2013 – 4. miejsce)
    - Europy U–20 (2006 – 5. miejsce)

  - igrzysk olimpijskich (2008 – 6. miejsce)